# Café de la Gare
Café de la Gare (doslovně Nádražní kavárna) je divadlo v Paříži, které se nachází na adrese 41, Rue du Temple ve 4. obvodu. Divadlo má kapacitu 450 sedadel.

## Historie
Café de la Gare založila krátce po květnu 1968 skupina umělců (Romain Bouteille, Coluche, Sotha, Patrick Dewaere, Miou-Miou a Henri Guybet), která renovovala bývalou továrnu na větráky poblíž nádraží Montparnasse ve 14. obvodu. Dalšími spolupracovníky a podporovateli se stali Henri Guybet, Jean-Michel Haas, Catherine Mitry, Gérard Lefèvre, Georges Moustaki, Raymond Devos, Jean Ferrat, Jacques Brel, Leny Escudero, Pierre Perret, Jean Yanne, Julien Clerc nebo Jean Rochefort. První představení v Café de la Gare se odehrálo 12. června 1969.
V roce 1971 se Café de la Gare přestěhovalo do domu č. 41 na Rue du Temple ve 4. obvodu do budovy bývalé přepřahací poštovní stanice ze 17. století. Budova je chráněná jako historická památka.
Herecká skupina se během času obměňovala a divadlem prošla řada herců: Philippe Manesse, Patrice Minet, Marie-Christine Descouard, Gérard Lanvin, Gérard Depardieu, Renaud Séchan, Rufus, Martin Lamotte, Thierry Lhermitte, Diane Kurys, Coline Serreau, Josiane Balasko, Anémone, Gérard Jugnot, Sotha, Philippe Manesse nebo Patrice Minet.
V roce 2010 založilo 50 pařížských soukromých divadel podpůrnou asociaci soukromých divadel (Association pour le soutien du théâtre privé) a sdružení režisérů soukromých divadel (Syndicat national des directeurs et tourneurs du théâtre privé), jejichž členem je též Café de la Gare.